# Аріф Мардін

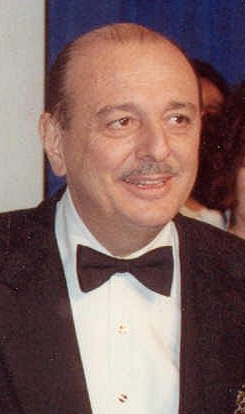
На церемонії вручення премії «Греммі», лютий 1990

Аріф Мардін (англ. Arif Mardin, 15 березня 1932, Стамбул, Туреччина — 25 червня 2006, Нью-Йорк, США) — турецький й американський музичний продюсер, який співпрацював з сотнями музикантів у різних жанрах музики, включаючи джаз, рок, соул, диско та кантрі.
Працював на лейбл Atlantic Records більше 30 років як асистент, продюсер, аранжувальник, студійний менеджер, віце-президент компанії. Потім перейшов на EMI, де працював віце-президентом і генеральним менеджером лейбла Manhattan Records.
Співпрацював з групами Queen, The Bee Gees, Culture Club, Scritti Politti, з такими музикантами, як Аніта Бейкер, Арета Франклін, Роберта Флек, Бетт Мідлер, Лора Бреніган, Чака Хан , Філ Коллінз, Daniel Rodriguez, Нора Джонс, Річард Маркс, Джуел, Рінго Старр і багатьма іншими.
Удостоєний 11 премій «Греммі».